# Crayon Pop
Crayon Pop (hangeul : 크레용팝) est un groupe coréen de K-pop, fondé en 2012. Le groupe connaît le succès en 2013 avec sa chanson Bar Bar Bar, et leur label Chrome Entertainment signe alors un contrat avec Sony Music, dans le but d'exporter la musique du groupe.

## Biographie

### 2014:Uh-ee, tournée de Lady Gaga et première sous-unité

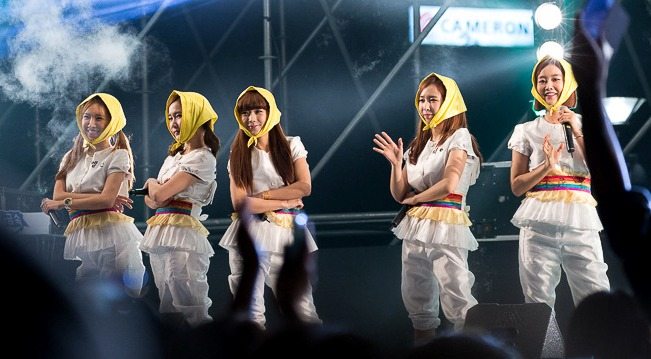
Crayon Pop en août 2014.

Le 31 janvier 2014, le MV de Hero est mis en ligne. Cette chanson est née d'une collaboration entre les Crayon Pop et le chanteur Kim Jang Hoon, et elle est dédiée aux héros méconnus de la société : les pompiers. Le single "Hero" sortira le 5 février et les recettes des ventes seront reversées aux familles et enfants de pompiers décédés.
Le 21 mars, il est annoncé que le girlsband fera la première partie des concerts de Lady Gaga lors de sa tournée "ArtRave: The Artpop Ball". En effet, à partir du 26 juin, les filles s’envoleront pour les États-Unis (mais aussi au Canada) jusqu'au 22 juillet.
Le 1er avril, à minuit, en Corée du Sud. Les Crayon Pop font leur comeback avec le MV de Uh-ee qui mis en ligne. Il s'agit du sixième single des filles.
Le 28 mai, les filles deviennent les égéries de la marque de cosmétiques "COSON".
Le 4 octobre, lorsque le groupe a réalisé une performance à l’occasion du 2014 First Chrome Family in JAPAN Concert. Les jeunes femmes ont annoncé leurs débuts au Japon avec un mini-album le 19 novembre. Il se nomme Pop! Pop! Pop!.
Le 15 octobre, La première sous-unité des Crayon Pop, Strawberry Milk, composée des jumelles ChoA et Way, sort le MV de OK, piste issu de leur premier mini-album sorti aussi à cette date.

### 2015:FMetRarirure
Le 3 janvier 2015, un représentant de l'agence du groupe, a confié : « Les Crayon Pop sont en train de finaliser leur chanson avec Shinsadong Tiger, et leur comeback se produira autour de la fin du mois de février. ».
Le 12 janvier, la chanson Y-Shirt est publiée, il s'agit du premier single solo de Soyul, par la même occasion le clip vidéo du titre est mis en ligne.
Le 9 février, il est annoncé que finalement les filles ne reviendront pas fin février mais fin mars. Ainsi, le 27 mars le mini-album FM sort, accompagné de la version originale du clip vidéo du même nom puisque la version "danse" de celui-ci avait été mis en ligne deux jours plus tôt.  
Le 23 mai, il est annoncé que le groupe sortira son premier single japonais le 22 juillet. Celui-ci contient la version japonaise de Bar Bar Bar ainsi qu'une nouvelle piste nommé Rarirure dont le MV a été mis en ligne le 24 juin.

## Membres
- Geummi (금미, appelée Gummi avant 2014) est née Baek Bo-ram (백보람) le 18 juin 1988.

- Ellin (엘린) est née Kim Min-young (김민영) le 2 avril 1990.

- Choa (초아) est née Heo Min-jin (허민진) le 12 juillet 1990. Elle est la sœur jumelle de Way, appartenant au même groupe.

- Way (웨이) est née Heo Min-seon (허민선) le 12 juillet 1990. Elle est la sœur jumelle de Choa, appartenant au même groupe.

- Soyul (소율) est née Park Hye-kyeong (박혜경) le 15 mai 1991. Elle est mariée avec Moon Hee Jun du groupe H.O.T. depuis février 2017. Ils ont une fille née en mai 2017.

## Discographie

### Albums studios
| Titre                                                                              | Détails de l'album | Meilleures positions | Meilleures positions | Ventes                |
| Titre                                                                              | Détails de l'album | COR                  | JPN                  | Ventes                |
| Coréen                                                                             | Coréen | Coréen               | Coréen               | Coréen                |
| ---------------------------------------------------------------------------------- | --- | -------------------- | -------------------- | --------------------- |
| Evolution Pop Vol. 1                                                               | - Date de sortie : 26 septembre 2016 - Labels : Chrome Entertainment, Sony Music - Formats : CD, téléchargement numérique | 10                   | —                    | - COR : plus de 1 994 |
| Japonais                                                                           | |                      |                      |                       |
| Crayon Pop                                                                         | - Date de sortie : 20 janvier 2016 - Label : Pony Canyon - Format : CD                                                    | —                    | 27                   | - JPN : plus de 2 952 |
| "—" signifie que l'album ne s'est pas classé ou n'est pas sorti dans cette région. | |                      |                      |                       |

### Mini-albums (EPs)
| Titre                                                                              | Détails de l'album | Meilleures positions | Meilleures positions | Ventes                                        |
| Titre                                                                              | Détails de l'album | COR                  | JPN                  | Ventes                                        |
| Coréen                                                                             | Coréen | Coréen               | Coréen               | Coréen                                        |
| ---------------------------------------------------------------------------------- | --- | -------------------- | -------------------- | --------------------------------------------- |
| Crayon Pop 1st Mini Album                                                          | - Date de sortie : 18 juillet 2012 - Labels : Chrome Entertainment, CJ E&M Music - Formats : Téléchargement numérique     | —                    | —                    |                                               |
| The Streets Go Disco                                                               | - Date de sortie : 26 septembre 2013 - Labels : Chrome Entertainment, Sony Music - Formats : CD, téléchargement numérique | 5                    | —                    | - COR : plus de 14 464, - JPN : plus de 1 135 |
| FM                                                                                 | - Date de sortie : 27 mars 2015 - Labels : Chrome Entertainment, Sony Music - Formats : CD, téléchargement numérique      | 6                    | —                    | - COR : plus de 5 521                         |
| Japonais                                                                           | |                      |                      |                                               |
| Pop! Pop! Pop!                                                                     | - Date de sortie : 19 novembre 2014 - Label : Pony Canyon - Formats : CD + DVD                                            | —                    | 48                   | - JPN : plus de 2 007                         |
| "—" signifie que l'album ne s'est pas classé ou n'est pas sorti dans cette région. | |                      |                      |                                               |

### Album vidéo
| Titre        | Détails de l'album                                                   | Meilleure position | Ventes              |
| Titre        | Détails de l'album                                                   | JPN                | Ventes              |
| ------------ | -------------------------------------------------------------------- | ------------------ | ------------------- |
| Pop in Japan | - Date de sortie : 16 mars 2016 - Label : Pony Canyon - Format : DVD | 51                 | - JPN : plus de 688 |

### Singles
| Titre | Année  | Meilleures positions | Meilleures positions | Meilleures positions | Meilleures positions | Meilleures positions | Meilleures positions | Meilleures positions | Ventes                                                    | Album                                         |
| Titre | Année  | COR Gaon Digital     | COR Gaon Album       | COR Billboard        | AUS Hitseeker        | JPN Oricon           | JPN Billboard        | US World Digital     | Ventes                                                    | Album                                         |
| Coréen | Coréen | Coréen               | Coréen               | Coréen               | Coréen               | Coréen               | Coréen               | Coréen               | Coréen                                                    | Coréen                                        |
| --- | ------ | -------------------- | -------------------- | -------------------- | -------------------- | -------------------- | -------------------- | -------------------- | --------------------------------------------------------- | --------------------------------------------- |
| "Bing Bing" | 2012   | —                    | NC                   | —                    | —                    | —                    | —                    | —                    |                                                           | Crayon Pop 1st Mini Album                     |
| "Saturday Night" | 2012   | 235                  | NC                   | —                    | —                    | —                    | —                    | —                    |                                                           | Crayon Pop 1st Mini Album                     |
| "Dancing Queen" | 2012   | 156                  | NC                   | —                    | —                    | —                    | —                    | —                    | - COR : plus de 19 177 (DL)                               | Dancing Queen                                 |
| "Bar Bar Bar" | 2013   | 3                    | 21                   | 1                    | 14                   | —                    | —                    | —                    | - COR : plus de 4 091 (CD) - COR : plus de 1 162 646 (DL) | Bar Bar Bar                                   |
| "Lonely Christmas" | 2013   | 12                   | 6                    | 17                   | —                    | —                    | —                    | —                    | - COR : plus de 4 997 (CD) - COR : plus de 401 971 (DL)   | Lonely Christmas                              |
| "Hero" (avec Kim Jang-hoon) | 2014   | 137                  | NC                   | 71                   | —                    | —                    | —                    | —                    | - COR : plus de 12 234 (DL)                               | Non issu d'un album                           |
| "Uh-ee" | 2014   | 10                   | 9                    | 8                    | —                    | —                    | —                    | 15                   | - COR : plus de 5 742 (CD) - COR : plus de 380 845 (DL)   | Uh-ee                                         |
| "Hey Mister" | 2014   | 60                   | 15                   | 50                   | —                    | —                    | —                    | —                    | - COR : plus de 1 151 (CD) - COR : plus de 46 513 (DL)    | Trot Lovers OST Part 1                        |
| "C'mon C'mon" (뜬뜬뜬뜬 뜨든뜬) | 2014   | 145                  | NC                   | NC                   | —                    | —                    | —                    | —                    |                                                           | High School: Love On OST Part 5               |
| "Love Christmas" (avec K-Much, Bob Girls, et Zan Zan) | 2014   | 134                  | 12                   | NC                   | —                    | —                    | —                    | —                    | - COR : plus de 1 733 (CD)                                | 2014 Chrome Family – A Very Special Christmas |
| "FM" | 2015   | 45                   | NC                   | NC                   | —                    | —                    | —                    | —                    | - COR : plus de 73 381 (DL)                               | FM                                            |
| "Sup (Wassup)" (뭐해) (featuring Robin Deiana) | 2015   | 82                   | NC                   | NC                   | —                    | —                    | —                    | —                    | - COR : plus de 23 112 (DL)                               | The Artist Diary Project Part 11              |
| "Vroom Vroom" (부릉부릉) | 2016   | —                    | NC                   | NC                   | —                    | —                    | —                    | —                    | - COR : plus de 3 549 (DL)                                | Evolution Pop Vol. 1                          |
| "Doo Doom Chit" (두둠칫) | 2016   | 94                   | NC                   | NC                   | —                    | —                    | —                    | —                    | - COR : plus de 17 136                                    | Evolution Pop Vol. 1                          |
| Chinois |        |                      |                      |                      |                      |                      |                      |                      |                                                           |                                               |
| "123 Happy New Year" (123 新年好) (avec DT Boys) | 2015   | —                    | NC                   | NC                   | —                    | —                    | —                    | —                    |                                                           | Non issu d'un album                           |
| Japonais |        |                      |                      |                      |                      |                      |                      |                      |                                                           |                                               |
| "Rarirure" (ラリルレ) | 2015   | —                    | NC                   | NC                   | —                    | 25                   | 94                   | —                    | - JPN : plus de 4 840 (CD)                                | Crayon Pop                                    |
| "Dancing All Night" | 2015   | —                    | NC                   | NC                   | —                    | 21                   | —                    | —                    | - JPN : plus de 6 197 (CD)                                | Crayon Pop                                    |
| Anglais |        |                      |                      |                      |                      |                      |                      |                      |                                                           |                                               |
| "Get Dumb", (CD9 featuring Crayon Pop) | 2016   | —                    | NC                   | NC                   | —                    | —                    | —                    | —                    |                                                           | Non issu d'un album                           |
| "—" signifie que le morceau ne s'est pas classé ou n'est pas sorti dans cette région. * Le Billboard Korea K-Pop Hot 100 a été introduit en août 2011 et s'est arrêté en juillet 2014. |        |                      |                      |                      |                      |                      |                      |                      |                                                           |                                               |